# Крістіано Дзанетті
Крістіано Дзанетті (італ. Cristiano Zanetti, нар. 10 квітня 1977, Каррара) — італійський футболіст, що грав на позиції півзахисника. По завершенні ігрової кар'єри — футбольний тренер. Наразі очолює тренерський штаб команди «П'єтразанта».
Виступав, зокрема, за клуби «Інтернаціонале» та «Ювентус», а також національну збірну Італії. Триразовий володар Кубка Італії, дворазовий чемпіон Італії, володар Суперкубка Італії з футболу.

## Клубна кар'єра
Народився 10 квітня 1977 року в місті Каррара. Вихованець футбольної школи клубу «Фіорентина». Дорослу футбольну кар'єру розпочав 1994 року в основній команді того ж клубу, в якій провів два сезони, взявши участь лише у 4 матчах чемпіонату. За цей час виборов титул володаря Кубка Італії 1995/96.
Не ставши гравцем основного складу «фіалок», Крістіано був змушений грати за команди нижче рангом. За наступні три сезони він змінив 4 клуби: «Венецію» і «Реджяну» з серії В і «Інтернаціонале» та «Кальярі» в серії А.
У 1999 році перейшов в столичну «Рому» за 7 млрд італійських лір.. Провів там два сезони, у другому з яких під керівництвом Фабіо Капелло став гравцем основного складу і допоміг команді виграти чемпіонат Італії. А в сезоні 2001/02 повернувся в «Інтер», де нарешті заграв. В цілому за «нерадзуррі» Крістіано провів 99 матчів в серії А за 5 сезонів і забив в них 2 м'ячі. Протягом цих років додав до переліку своїх трофеїв титул чемпіона Італії, а також двічі виграв національний кубок і одного разу суперкубок.
Влітку 2006 року на правах вільного агента уклав контракт з «Ювентусом», незважаючи на скандал, що розгорівся у Серії А, через який «Ювентус» відправили до Серії B. У сезоні 2006/07 Дзанетті допоміг туринцями виграти другий дивізіон, після чого ще два роки грав за «стару сеньйору» у Серії А.
10 серпня 2009 Дзанетті повернувся в рідну «Фіорентину» як частина угоди по переходу Феліпе Мелу в зворотньому напрямку і наступні півтора року захищав кольори клубу з Флоренції.
31 січня 2011 року гравець підписав контракт з «Брешією» до червня 2012 року. Проте за підсумками сезону 2010/11 клуб зайняв 19 місце і покинув Серію А, після чого Дзанетті не був заявлений за клуб на наступний сезон. У грудня того ж року Крістіано Дзанетті розірвав контракт з клубом і завершив професійну ігрову кар'єру.

## Виступи за збірні
1995 року провів одну гру у складі юнацької збірної Італії.
Протягом 1997—2000 років залучався до складу молодіжної збірної Італії. У її складі був учасником молодіжного чемпіонату Європи 2000 року, де італійці здобули «золото». Всього на молодіжному рівні зіграв у 19 офіційних матчах.
У вересні 2000 року зіграв у всіх 4 матчах за олімпійську збірну на футбольному турнірі Олімпіади 2000 року, де італійці вилетіли в чвертьфіналі.
7 листопада 2001 року дебютував в офіційних матчах у складі національної збірної Італії в товариській грі проти збірної Японії (1:1).
У складі збірної був учасником чемпіонату світу 2002 року в Японії і Південній Кореї, чемпіонату Європи 2004 року в Португалії.
Протягом кар'єри у національній команді, яка тривала 4 роки, провів у формі головної команди країни 17 матчів, забивши 1 гол — 30 квітня 2003 року в товариській грі проти збірної Швейцарії (2:1).

## Кар'єра тренера
Розпочав тренерську кар'єру невдовзі по завершенні кар'єри гравця, 2013 року, увійшовши до тренерського штабу клубу «Піза».
В 2014—2015 роках входив до тренерського штабу клубу «Прато».
З кінця червня 2015 року очолює тренерський штаб команди «П'єтразанта», що виступає в п'ятому дивізіоні країни, аматорському чемпіонаті Тоскани (італ. Eccellenza Toscana).

## Статистика виступів

### Статистика клубних виступів
| Сезон                      | Команда                    | Чемпіонат                  | Чемпіонат | Чемпіонат | Національний кубок | Національний кубок | Національний кубок | Континентальні кубки | Континентальні кубки | Континентальні кубки | Інші змагання | Інші змагання | Інші змагання | Усього | Усього |
| Сезон                      | Команда                    | Турнір                     | Ігор      | Голів     | Турнір             | Ігор               | Голів              | Турнір               | Ігор                 | Голів                | Турнір        | Ігор          | Голів         | Ігор   | Голів  |
| -------------------------- | -------------------------- | -------------------------- | --------- | --------- | ------------------ | ------------------ | ------------------ | -------------------- | -------------------- | -------------------- | ------------- | ------------- | ------------- | ------ | ------ |
| 1994–95                    | «Фіорентина»               | A                          | 2         | 0         | КІ                 | 0                  | 0                  | -                    | -                    | -                    | -             | -             | -             | 2      | 0      |
| 1995–96                    | «Фіорентина»               | A                          | 2         | 0         | КІ                 | 1                  | 0                  | -                    | -                    | -                    | -             | -             | -             | 3      | 0      |
| 1996–97                    | «Венеція»                  | B                          | 27        | 0         | КІ                 | 0                  | 0                  | -                    | -                    | -                    | -             | -             | -             | 27     | 0      |
| 1997–98                    | «Реджяна»                  | B                          | 31        | 0         | КІ                 | 2                  | 0                  | -                    | -                    | -                    | -             | -             | -             | 33     | 0      |
| 1998–99                    | «Інтернаціонале»           | A                          | 0         | 0         | КІ                 | 1                  | 0                  | ЛЧ                   | 1                    | 0                    | -             | -             | -             | 2      | 0      |
| 1998–99                    | «Кальярі»                  | A                          | 18        | 0         | КІ                 | 0                  | 0                  | -                    | -                    | -                    | -             | -             | -             | 18     | 0      |
| 1999–00                    | «Рома»                     | A                          | 12        | 0         | КІ                 | 1                  | 0                  | КУЄФА                | 2                    | 0                    | -             | -             | -             | 15     | 0      |
| 2000–01                    | «Рома»                     | A                          | 27        | 0         | КІ                 | 0                  | 0                  | КУЄФА                | 3                    | 0                    | -             | -             | -             | 30     | 0      |
| Усього за «Рому»           | Усього за «Рому»           | Усього за «Рому»           | 39        | 0         |                    | 1                  | 0                  |                      | 5                    | 0                    |               | -             | -             | 45     | 0      |
| 2001–02                    | «Інтернаціонале»           | A                          | 26        | 1         | КІ                 | 1                  | 0                  | КУЄФА                | 6                    | 1                    | -             | -             | -             | 33     | 2      |
| 2002–03                    | «Інтернаціонале»           | A                          | 17        | 0         | КІ                 | 1                  | 0                  | ЛЧ                   | 6                    | 0                    | -             | -             | -             | 24     | 0      |
| 2003–04                    | «Інтернаціонале»           | A                          | 19        | 1         | КІ                 | 0                  | 0                  | ЛЧ+КУЄФА             | 5+5                  | 0                    | -             | -             | -             | 29     | 1      |
| 2004–05                    | «Інтернаціонале»           | A                          | 23        | 0         | КІ                 | 5                  | 0                  | ЛЧ                   | 7                    | 0                    | -             | -             | -             | 35     | 0      |
| 2005–06                    | «Інтернаціонале»           | A                          | 14        | 0         | КІ                 | 5                  | 0                  | ЛЧ                   | 4                    | 0                    | СІ            | 0             | 0             | 23     | 0      |
| Усього за «Інтернаціонале» | Усього за «Інтернаціонале» | Усього за «Інтернаціонале» | 99        | 2         |                    | 12                 | 0                  |                      | 33                   | 1                    |               | 0             | 0             | 144    | 3      |
| 2006–07                    | «Ювентус»                  | B                          | 25        | 2         | КІ                 | 3                  | 0                  | -                    | -                    | -                    | -             | -             | -             | 28     | 2      |
| 2007–08                    | «Ювентус»                  | A                          | 26        | 0         | КІ                 | 3                  | 0                  | -                    | -                    | -                    | -             | -             | -             | 29     | 0      |
| 2008–09                    | «Ювентус»                  | A                          | 12        | 2         | КІ                 | 1                  | 0                  | ЛЧ                   | 1                    | 0                    | -             | -             | -             | 14     | 2      |
| Усього за «Ювентус»        | Усього за «Ювентус»        | Усього за «Ювентус»        | 63        | 4         |                    | 7                  | 0                  |                      | 1                    | 0                    |               | -             | -             | 71     | 4      |
| 2009–10                    | «Фіорентина»               | A                          | 23        | 0         | КІ                 | 1                  | 0                  | ЛЧ                   | 7                    | 0                    | -             | -             | -             | 31     | 0      |
| 2010–11                    | «Фіорентина»               | A                          | 6         | 0         | КІ                 | 1                  | 0                  | -                    | -                    | -                    | -             | -             | -             | 7      | 0      |
| Усього за «Фіорентину»     | Усього за «Фіорентину»     | Усього за «Фіорентину»     | 32        | 0         |                    | 3                  | 0                  |                      | 7                    | 0                    |               | -             | -             | 43     | 0      |
| 2010–11                    | «Брешія»                   | A                          | 8         | 0         | КІ                 | 0                  | 0                  | -                    | -                    | -                    | -             | -             | -             | 8      | 0      |
| 2011–12                    | «Брешія»                   | B                          | -         | -         | КІ                 | -                  | -                  | -                    | -                    | -                    | -             | -             | -             | -      | -      |
| Усього за «Брешію»         | Усього за «Брешію»         | Усього за «Брешію»         | 14        | 0         |                    | 1                  | 0                  |                      | -                    | -                    |               | -             | -             | 15     | 0      |
| Усього за кар'єру          | Усього за кар'єру          | Усього за кар'єру          | 322       | 6         |                    | 27                 | 0                  |                      | 47                   | 1                    |               | 0             | 0             | 396    | 7      |

### Статистика виступів за збірну
| Дата       | Місто          | Господарі | Результат | Гості          | Турнір               | Голи | Примітки |
| ---------- | -------------- | --------- | --------- | -------------- | -------------------- | ---- | -------- |
| 7-11-2001  | Сайтама        | Японія    | 1 – 1     | Італія         | товариський матч     | -    |          |
| 13-2-2002  | Катанія        | Італія    | 1 – 0     | США            | товариський матч     | -    | 56'      |
| 27-3-2002  | Лідс           | Англія    | 1 – 2     | Італія         | товариський матч     | -    |          |
| 17-4-2002  | Мілан          | Італія    | 1 – 1     | Уругвай        | товариський матч     | -    |          |
| 18-5-2002  | Прага          | Чехія     | 1 – 0     | Італія         | товариський матч     | -    |          |
| 8-6-2002   | Касіма         | Італія    | 1 – 2     | Хорватія       | ЧС 2002 - 1-й етап   | -    |          |
| 13-6-2002  | Ойта           | Італія    | 1 – 1     | Мексика        | ЧС 2002 - 1-й етап   | -    |          |
| 18-6-2002  | Теджон         | Італія    | 1 – 2     | Південна Корея | ЧС 2002 - 1/8 фіналу | -    |          |
| 12-2-2003  | Генуя          | Італія    | 1 – 0     | Португалія     | товариський матч     | -    |          |
| 29-3-2003  | Палермо        | Італія    | 2 – 0     | Фінляндія      | Відбір до ЧЄ 2004    | -    |          |
| 30-4-2003  | Женева         | Швейцарія | 1 – 2     | Італія         | товариський матч     | 1    | 79'      |
| 11-6-2003  | Гельсінкі      | Фінляндія | 0 – 2     | Італія         | Відбір до ЧЄ 2004    | -    |          |
| 6-9-2003   | Мілан          | Італія    | 4 – 0     | Уельс          | Відбір до ЧЄ 2004    | -    |          |
| 11-10-2003 | Реджо-Калабрія | Італія    | 4 – 0     | Азербайджан    | Відбір до ЧЄ 2004    | -    |          |
| 12-11-2003 | Варшава        | Польща    | 3 – 1     | Італія         | товариський матч     | -    |          |
| 30-5-2004  | Туніс          | Туніс     | 0 – 4     | Італія         | товариський матч     | -    |          |
| 14-6-2004  | Гімарайш       | Данія     | 0 – 0     | Італія         | ЧЄ 2004 - 1-й етап   | -    |          |
| Усього     |                | Матчів    | 17        |                | Голів                | 1    |          |

## Титули і досягнення
- Чемпіон Італії (2):

«Рома»: 2000–01
«Інтернаціонале»: 2005–06
- Володар Кубка Італії (3):

«Фіорентіна»: 1995–96
«Інтернаціонале»: 2004–05, 2005–06
- Володар Суперкубка Італії з футболу (1):

«Інтернаціонале»: 2005
- Чемпіон Європи (U-21) (1):

Італія (U-21): 2000